# Jules-Henry Vachot
Pour les articles homonymes, voir Vachot.
Jules-Henry Vachot (né Mathieu-Henri Vachot à La Rochelle le 6 novembre 1817 et mort à Paris 9e le 28 février 1884) est un chanteur, directeur de théâtre et dramaturge français.

## Biographie
Il dirige le Théâtre de Versailles de 1850 à 1855, celui de Rouen en 1859, celui de Gand de 1862 à 1865, celui de Lille de 1865 à 1867, puis celui d'Alger en 1867-1868.
Nommé au Théâtre de la Monnaie à Bruxelles, il en assure la direction de 1869 à 1872. Il monte deux œuvres de Richard Wagner, jouées pour la première fois en français : Lohengrin en 1870 et Le Vaisseau fantôme en 1872.
Il dirige à nouveau le théâtre de Gand de 1872 à 1874, puis celui de Lyon en 1880-1881.

## Œuvres
Il est l'auteur de deux mémoires et d'une comédie :
- Améliorations à obtenir dans l'exploitation théâtrale en France, Versailles, 1854 (lire en ligne)
- Nouveau projet de réorganisation théâtrale, Rouen, 1859 (lire en ligne)
- Le Pari de Chalamel et Cie, comédie en un acte (Paris, Théâtre des Folies-Dramatiques, 1er octobre 1877)

Livret
- 1878 : Un baromètre incertain, opéra-comique en deux actes livret d'Henry Vachot et Marc Constantin, musique de Félix Pardon.